# Hermann Buse de la Guerra
Hermann Buse de la Guerra (Lima, 1920 – Lima, 26 de agosto de 1981) fue un escritor, periodista, profesor y catedrático peruano. Dentro de su vasta producción bibliográfica abarcó diversos temas referentes a la arqueología, la historia, el mar y la geografía del Perú. En su memoria, un colegio nacional o institución educativa del distrito de Los Olivos (Lima) y otro colegio nacional, la I.E. N° 1073 del distrito de Pueblo Libre (Lima) llevan su nombre.

## Biografía
Sus padres fueron Hermann Buse Antayo y Mercedes de la Guerra Hurtado de Mendoza. Cursó sus estudios escolares en el Colegio La Salle de Lima, de donde egresó en 1937. Pasó a cursar estudios superiores en la Universidad Nacional Mayor de San Marcos, en cuya Facultad de Letras siguió la especialidad de Historia. Se graduó de abogado en 1944.
En 1940 pasó a integrar el equipo de redacción del diario El Comercio en calidad de editor de la sección cablegráfica. Pasó a ser sucesivamente jefe de la edición vespertina (1945-1962) y coordinador de la edición matutina de dicho diario. Recibió el Premio Nacional de Periodismo (1956).
Simultáneamente ejerció la docencia en el Colegio Militar Leoncio Prado (1946-1976), colegio público de educación secundaria militarizada, donde tuvo como colegas a otros destacados docentes como Humberto Santillán Arista (lenguaje y literatura) y Flavio Vega Villanueva (matemáticas). También fue catedrático de Geografía Superior en la Pontificia Universidad Católica del Perú (1960-).
Fue miembro de la Sociedad Geográfica de Lima y del Instituto de Estudios Histórico Marítimos.

## Obras
- Huaraz - Chavín (1956), sobre el paisaje y los restos arqueológicos ancashinos.
- Mar del Perú (1958). Premio Nacional de Geografía (1959).
- Geografía física y biológica del Perú y del mundo (1958 y 1960).
- Guía arqueológica de Lima - Pachacámac (1960).
- Machu Picchu (1961).
- Perú, 10.000 años (1962), síntesis muy documentada de los descubrimientos arqueológicos que testimonian dicha antigüedad de la cultura peruana.
- Huinco 240.000 kw. Historia y geografía de la electricidad en Lima (1965).
- Introducción al Perú (1965), sobre los nuevos hallazgos arqueológicos realizados en el Perú.
- Los peruanos en Oceanía (1967), sobre los viajes por el Océano Pacífico realizados por los peruanos desde la época prehispánica.
- Testimonio del Perú 1838-1842 (1966), amplia antología de la obra del viajero suizo Johann Jakob von Tschudi.